# 알베르토 페르난데스
알베르토 앙헬 페르난데스(스페인어: Alberto Ángel Fernández, 문화어: 알베르또 안헬 페르난데스, 1959년 4월 2일~)는 아르헨티나의 법조인, 정치인이다. 네스토르 키르치네르 대통령 하에서 총리를 지냈으며, 크리스티나 페르난데스 정부 초기에서도 유임되었다. 2003년부터 2008년까지 총리직을 역임한 그는 1994년 총리직이 신설된 이래 최장기 총리이다.
2019년 5월 18일에 정의당의 대통령 선거 후보로 선출되었으며, 대통령을 지낸 크리스티나 페르난데스(재임 기간: 2007. 12.~2015. 12.)이 그의 러닝메이트가 되었다.
2019년 10월 27일에 2019년 선거에서 최종 승리하여 당선자 신분이 되었으며, 결국 2019년 12월 10일에 아르헨티나 공화국의 제54(47)대 대통령으로 취임하여 집무를 시작하였다.
2022년 FIFA 월드컵에서 아르헨티나 축구 국가대표팀이 우승하자 리오넬 메시를 자신의 후임 대통령 후보로서 추천했다. 실제로 메시는 FIFA 월드컵 우승 직후 압도적으로 지지율 1위이다.

## 역대 선거 결과
| 선거명      | 직책명              | 대수 | 정당   | 득표율 | 득표수       | 결과 | 당락 |
| ----------- | ------------------- | ---- | ------ | ------ | ------------ | ---- | ---- |
| 2019년 선거 | 아르헨티나의 대통령 | 47대 | 정의당 | 48.24% | 12,945,990표 | 1위  |      |